# Treffort-Cuisiat
Treffort-Cuisiat là một xã ở tỉnh Ain, vùng Auvergne-Rhône-Alpes thuộc miền đông nước Pháp. Treffort and Cuisiat were merged in 1972.